# Escílax de Carianda
Escílax de Carianda (Scylax, Σκύλαξ) fou un viatger de Carianda a Cària, a qui Darios I el Gran va enviar en viatge de descobriment a l'Indus. Va sortir de Caspatiros cap a l'est fins a arribar a l'Indus i després a la mar, seguint el seu curs; després va passar cap a l'oceà Índic i cap a la mar Roja rodejant la península Aràbiga, des d'on es va dirigir altre cop a Cària. El seu viatge va durar trenta mesos.
Estrabó diu que Escílax era un antic escriptor i fa menció d'alguns textos seus. Se li atribueixen un Període de la Terra i un Periple de les costes més enllà de les Columnes d'Hèrcules del que se'n conserven alguns fragments. Una obra anomenada Periple de Pseudo-Escílax (o Περίπλους τῆς θαλάσσης οἰκουμένης Εὐρώπης καὶ Ἀσίας καὶ Λιβύης), escrita cap al segle iv aC que descriu diversos països d'Europa, Àsia i Àfrica porta el seu nom sembla que per homenatge o bé perquè l'autor va aprofitar algunes notes d'Escílax.